# Myrmecophila christinae
Myrmecophila christinae là một loài thực vật có hoa trong họ Lan. Loài này được Carnevali & Gómez-Juárez mô tả khoa học đầu tiên năm 2001.